# Langtoft (East Riding of Yorkshire)
Langtoft is een civil parish in het bestuurlijke gebied East Riding of Yorkshire, in het Engelse graafschap East Riding of Yorkshire met 492 inwoners.